# Championnat du Vietnam de football 2023-2024
Navigation
Saison précédente Saison suivante
La saison 2023-2024 du Championnat du Viêt Nam de football est la quarante-et-unième édition du championnat de première division au Viêt Nam. 

## Déroulement de la saison
Le championnat revient à la formule utilisée la dernière fois en 2002 abandonnant la saison se déroulant du printemps à l'automne, pour s'aligner sur les recommandations de l'AFC avec un championnat d'automne au printemps.
En fin de saison le Thep Xanh Nam Dinh FC remporte le championnat et son deuxième titre de champion du Viêt Nam.

## Les clubs participants
- Bình Định FC
- Thanh Hóa FC
- Sông Lam Nghệ An
- Hô-Chi-Minh-Ville FC
- Hong Linh Ha Tinh FC
- Cong Viettel FC
- Becamex Bình Dương FC
- Hanoi Football Club
- Thep Xanh Nam Dinh FC
- Hoàng Anh Gia Lai
- Xi Mang Hải Phòng FC
- Hanoï Police FC
- Khanh Hoa FC
- Quang Nam FC - promu de D2

## Compétition
Le barème utilisé pour établir le classement est le suivant :
- Victoire : 3 points
- Match nul : 1 point
- Défaite : 0 point

### Classement
| Rang | Équipe                | Pts | J  | G  | N | P  | Bp | Bc | Diff |
| ---- | --------------------- | --- | -- | -- | - | -- | -- | -- | ---- |
| 1    | Thep Xanh Nam Dinh FC | 53  | 26 | 16 | 5 | 5  | 60 | 38 | +22  |
| 2    | Bình Định FC          | 47  | 26 | 13 | 8 | 5  | 47 | 28 | +19  |
| 3    | Hanoi Football Club   | 43  | 26 | 13 | 4 | 9  | 45 | 37 | +8   |
| 4    | Hô-Chi-Minh-Ville FC  | 40  | 26 | 11 | 7 | 8  | 30 | 26 | +4   |
| 5    | Cong Viettel FC       | 38  | 26 | 10 | 8 | 8  | 29 | 28 | +1   |
| 6    | Hanoï Police FC T     | 37  | 26 | 11 | 4 | 11 | 44 | 35 | +9   |
| 7    | Xi Mang Hải Phòng     | 35  | 26 | 9  | 8 | 9  | 42 | 39 | +3   |
| 8    | Becamex Bình Dương FC | 35  | 26 | 10 | 5 | 11 | 33 | 34 | -1   |
| 9    | Thanh Hóa FC C        | 35  | 26 | 9  | 8 | 9  | 34 | 39 | -5   |
| 10   | Quang Nam FC P        | 32  | 26 | 8  | 8 | 10 | 22 | 35 | -13  |
| 11   | Hoàng Anh Gia Lai     | 32  | 26 | 8  | 8 | 10 | 22 | 35 | -13  |
| 12   | Sông Lam Nghệ An      | 30  | 26 | 7  | 9 | 10 | 27 | 32 | -5   |
| 13   | Hong Linh Ha Tinh FC  | 30  | 26 | 7  | 9 | 10 | 25 | 32 | -7   |
| 14   | Khanh Hoa FC          | 11  | 26 | 2  | 5 | 19 | 19 | 52 | -33  |

|  | Qualification pour la Ligue des champions 2 de l'AFC 2024-2025                    |
|  | T : Tenant du titre C : Vainqueur de la Coupe du Viêt Nam P : Promu de V-League 2 |

- Le Thanh Hóa FC vainqueur de la Coupe du Viêt Nam initialement qualifié pour la Ligue des champions 2 de l'AFC 2024-2025 déclare forfait pour la compétition et ne sera pas remplacé par un autre club du pays[3].

### Barrage de relégation
Le 13e du championnat, Hong Linh Ha Tinh FC, rencontre le deuxième de la V-League 2, PVF-CAND FC, sur un seul match. Le 6 juin 2024, le club de première division gagne 3 à 2 et se maintient.

## Bilan de la saison
| Championnat du Viêt Nam de football 2023 |                                                |
| Champion                                 | Thep Xanh Nam Dinh FC (2e titre)               |
| Qualifications continentales             |                                                |
| Ligue des champions 2 de l'AFC 2024-2025 | Thep Xanh Nam Dinh FC                          |
| Ligue des champions 2 de l'AFC 2024-2025 | Thanh Hóa FC le club déclarera ensuite forfait |
| Promotions et relégations                |                                                |
| Promus en V-League                       | Đà Nẵng Club                                   |
| Relégués en V-League 2                   | Khanh Hoa FC                                   |